# AEG A6000–6003
Die AEG A6000–6003 sind Speicherlokomotiven mit der Achsfolge Bo, die 1930 von der AEG hergestellt wurden. Nach Abschluss verschiedener Probefahrten und Untersuchungen wurden sie von der Deutschen Reichsbahn übernommen.
Die Lokomotiven waren bis Mitte der 1970er Jahre bei der Deutschen Bundesbahn vorhanden. Zwei Lokomotiven sind als Denkmal erhalten geblieben.

## Geschichte
Zusammen mit der DR-Kleinlokomotive Leistungsgruppe II entstand 1930 bei der AEG eine Speicherlokomotive für leichte Rangieraufgaben. Die vier gefertigten Exemplare besaßen bei der AEG die interne Bezeichnung AEG A6000–6003.
Die Fahrzeuge dienten zunächst als Vergleichsfahrzeuge mit anderen Kleinlokomotiven. Dabei wurden die Kosten der Akkumulatoren, der hohe Aufstieg für das Bedienpersonal und die begrenzte Reichweite durch die Akkus im Vergleich zu den Diesellokomotiven bemängelt. Nach Testabschluss wurden sie von der Deutschen Reichsbahn mit der Bezeichnung Ks 4012–4015 übernommen und auf kleinen Bahnhöfen eingesetzt. Gegenüber der Kö unterschieden sich die Lokomotiven durch die offene Bauweise.

## Technische Beschreibung
Die Speicherlokomotive hatte zwei Vorbauten, in denen die Akkumulatoren untergebracht waren, und einen Bedienstand in der Mitte des Fahrzeuges. Zum Schutz des Personals war ein von acht Stützen getragenes Dach vorhanden. Die Lokomotive wurde vom seitlichen Tritt gefahren, die offene Bauweise ermöglichte einen guten Blick auf die Strecke. Die letzte erhaltene Lokomotive (Ks 4015) wurde in den letzten Betriebsjahren noch mit einem allseits umschlossenen Führerstand ausgestattet.
Gespeist wurden die Fahrzeuge von einer Batterie aus Akkumulatoren mit einer Gesamtkapazität von 360 Ah, die beiden Fahrmotoren der Lokomotive waren in Tatzlager-Bauweise ausgeführt. Die Fahrzeugsteuerung war eine einfache Widerstandssteuerung und wurde mit einem Fahrschalter bedient.

## Einsatz
Während des Zweiten Weltkrieges waren die Fahrzeuge nicht von Kraftstoffen abhängig. Sie wurden nach dem Krieg von der Deutschen Bundesbahn übernommen. In der Bezeichnung änderte sich dabei lediglich der Vorsatz Ka. 1965 waren noch drei Fahrzeuge vorhanden.

## Erhaltene Lokomotiven
- Die Ks 4013 und bei der DB als Ka 4013 bezeichnete Lokomotive wurde 1967 ausgemustert. Sie wurde an die Deutsche Gesellschaft für Eisenbahngeschichte gegeben und befindet sich heute im Eisenbahnmuseum Bochum.[3]
- Die Ka 4015 wurde mit 1968 mit der EDV-Nummer 381 101-5 versehen und erhielt einen allseits geschlossenen Führerstand. 1973 wurde sie in Haltingen ausgemustert. Bei Interfrigo in Basel Badischer Bahnhof wurde sie bis 1992 unter der Nummer IF 330 eingesetzt und danach vom Eisenbahnmuseum Nördlingen übernommen.[4]